# Обиццо II д’Эсте
Обиццо II д’Эсте (итал. Obizzo II d’Este; ок. 1247 — 13 февраля 1293) — итальянский князь, маркиз Феррары и Анконской марки.

## Биография
Отец Обиццо II, Ринальдо I д’Эсте, единственный сын и наследник маркиза Феррары Аццо VII, длительное время находился в заложниках у императора Фридриха II. Он вступил в любовную связь с неаполитанской прачкой (по другим данным - знатной женщиной), в результате которой родился ребёнок мужского пола — будущий князь Северной Италии.
Вскоре после родов Обиццо и его мать были изгнаны из Феррары и поселились в Равенне.
В 1251 году Ринальдо и его жена Аделаида да Романо были отравлены по приказу короля Конрада IV. Маркграф Аццо VII вспомнил о внуке и увидел в нём единственный шанс продолжения своей династии. По его ходатайству папа Иннокентий IV признал Обиццо законным наследником рода д’Эсте (1252).
В 1264 году, после смерти деда, Обиццо II был провозглашен пожизненным правителем Феррары. В 1288 году он присоединил к своим владениям Модену, в 1289 году — Реджо. В 1283 г. выкупил у Падуи город Лендинара.
Существует версия, что маркиза Обиццо II убил (задушил подушкой) старший сын — Аццо VIII, надеявшийся стать единственным наследником, но его братья Альдобрандино и Франческо также предъявили свои права на отцовские владения. В конечном итоге они договорились поделить наследство: Аццо получил Феррару, Альдобрандино — Модену, и Франческо — Реджо.

## Семья и дети

Герб д’Эсте

В 1263 году Обиццо женился на Джакомине Фиески (ум. в декабре 1287), дочери Никколо Фиески ди Лаванья, внучатой племяннице папы Иннокентия IV, племяннице кардинала Оттобоно Фиески - будущего папы Адриана V. У них было пятеро детей:
- Аццо VIII (после 1263 — 31.01.1308), синьор Феррары, Модены и Реджо
- Беатриче (ум. 15 сент. 1334), замужем сначала за Нино Висконти, потом за Галеаццо I Висконти
- Маддалена, замужем сначала за Альдобрандино Турки, затем за Раньеро ди Каносса
- Альдобрандино II (ум. 1326), синьор Модены, Лендинары, Ровиго и Эсте.
- Франческо (погиб в бою 23 августа 1312), синьор Реджо.

В 1289 году Обиццо II женился на Констанце (ум. 1306), дочери сеньора Вероны Альберто I делла Скала. Детей у них не было.